# Stauntonien
Die Stauntonien (Stauntonia) sind eine Pflanzengattung innerhalb der Familie der Fingerfruchtgewächse (Lardizabalaceae). Die etwa 28 Arten sind in Asien verbreitet. In den Gemäßigten Gebieten wird die Japanische Stauntonie selten als Zierpflanze verwendet.

## Beschreibung

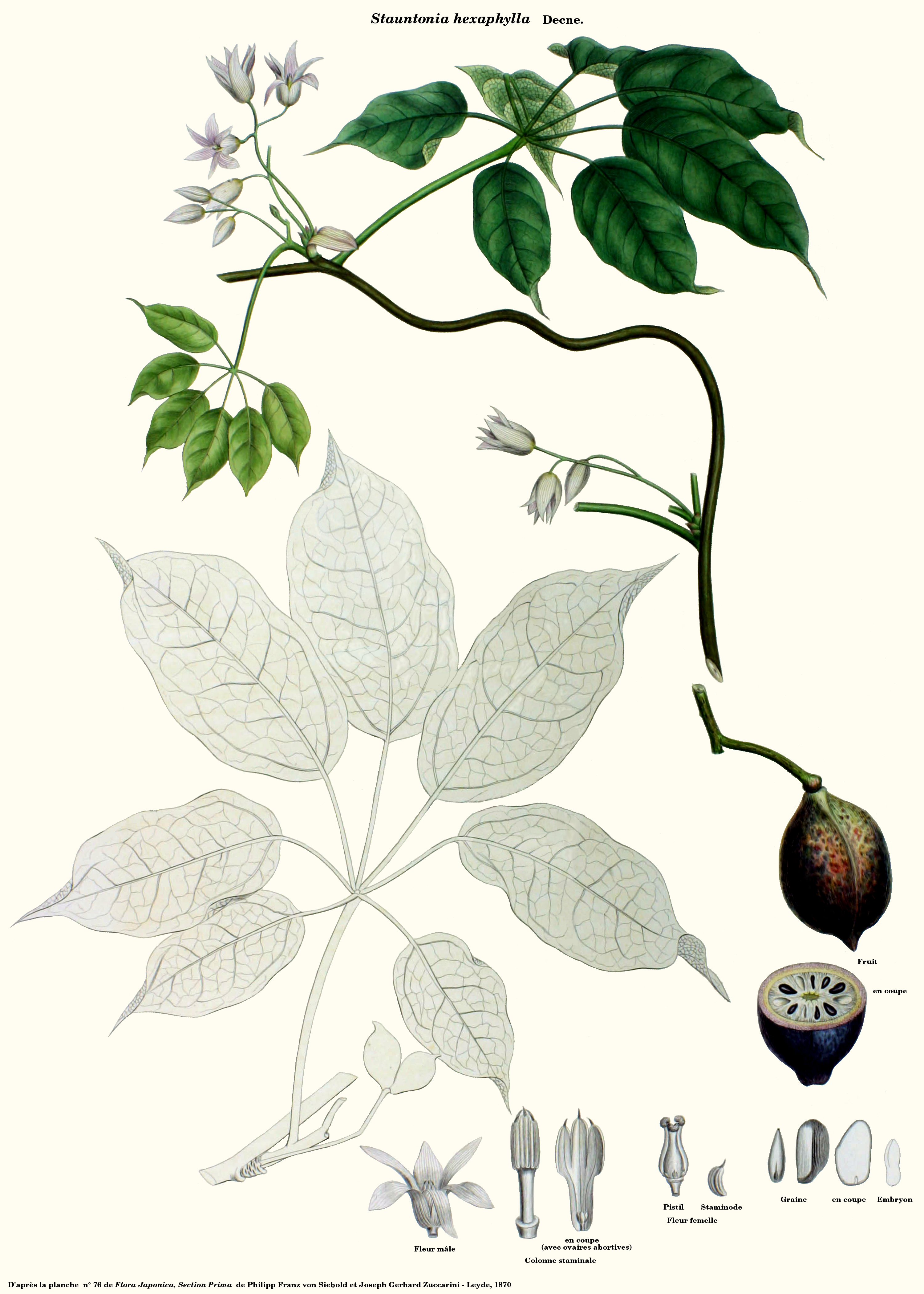
Illustration aus Flora Japonica der Japanischen Stauntonie (Stauntonia hexaphylla)

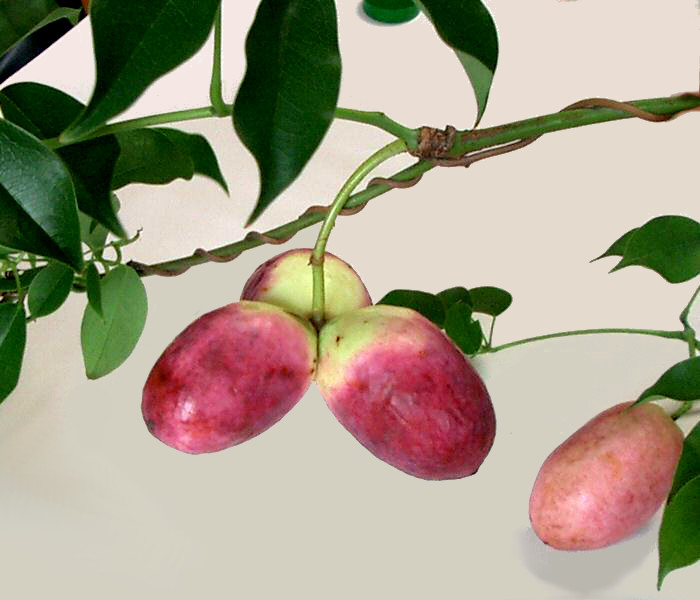
Früchte der Japanischen Stauntonie (Stauntonia hexaphylla)

### Vegetative Merkmale
Stauntonia-Arten sind immergrüne, linkswindende, verholzende Kletterpflanzen (Lianen). An den Winterknospen befinden sich in einigen Reihen viele Knospenschuppen.
Die wechselständig angeordneten Laubblätter sind Blattstiel und -spreite gegliedert. Die Blattstiele sind relativ lang. Die Blattspreiten sind entweder handförmig mit drei bis neun Blättchen oder gefiedert mit drei Blättchen geteilt. Die Blättchen besitzen unterschiedlich langen Stiele und sind ganzrandig.

### Generative Merkmale
Stauntonia-Arten sind einhäusig (monözisch) zweihäusig (diözisch) getrenntgeschlechtig. In seitenständigen traubigen Blütenständen befinden sich wenige bis mehr als zehn Blüten und schuppenförmige Tragblätter.
Die eingeschlechtigen Blüten sind dreizählig. Die drei äußeren Kelchblätter sind fleischig und breiter als die drei inneren. Es können sechs unscheinbare Kronblätter ausgebildet sein, die aber auch fehlen können. Die weiblichen Blüten besitzen drei sitzende, gerade Fruchtblätter und zu Staminodien reduzierte Staubblätter. Die Samenanlagen sind in mehreren Reihen angeordnet. Die männlichen Blüten besitzen sechs Staubblätter, deren Staubfäden verwachsen sind; Kronblätter und Nektarien fehlen; die Kelchblätter sind etwas kleiner als bei weiblichen Blüten.
Als Früchte werden eiförmige, fleischig-saftige, samenreiche Beeren gebildet. Die Samen sind in einer Fruchtpulpe eingebettet.

## Systematik und Verbreitung

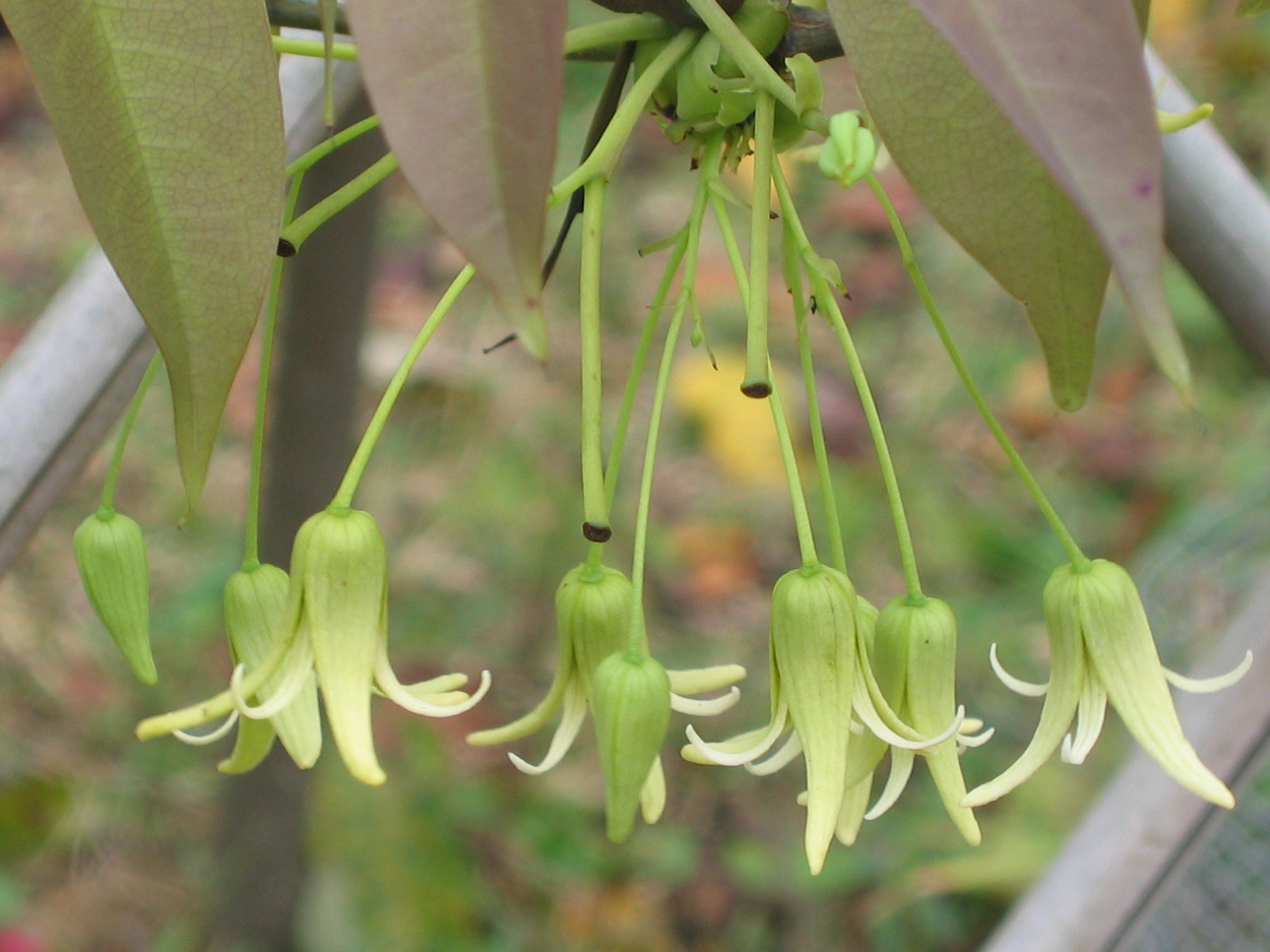
Blütenstand von Stauntonia chinensis

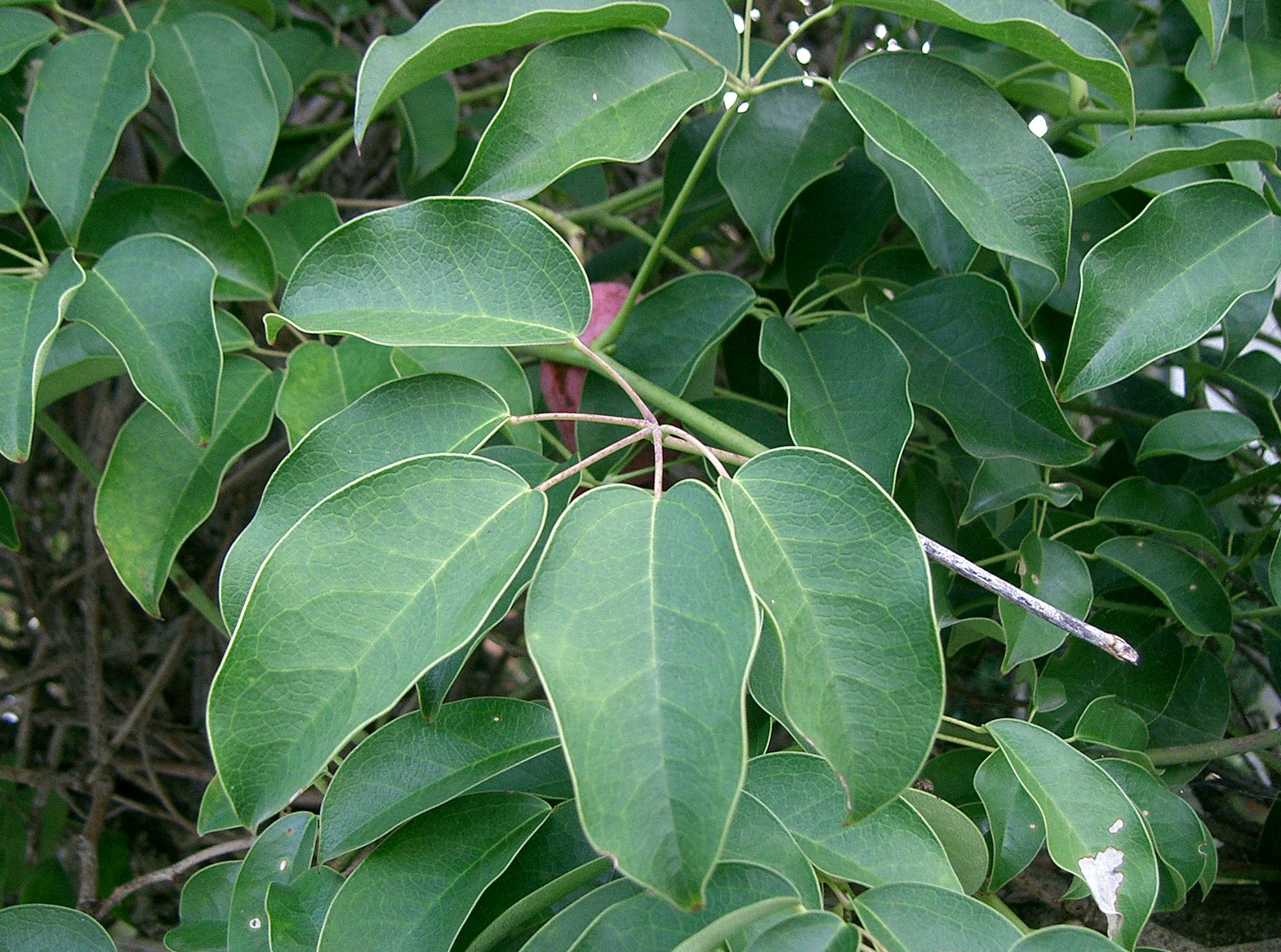
Laubblätter und Frucht der Japanischen Stauntonie (Stauntonia hexaphylla)

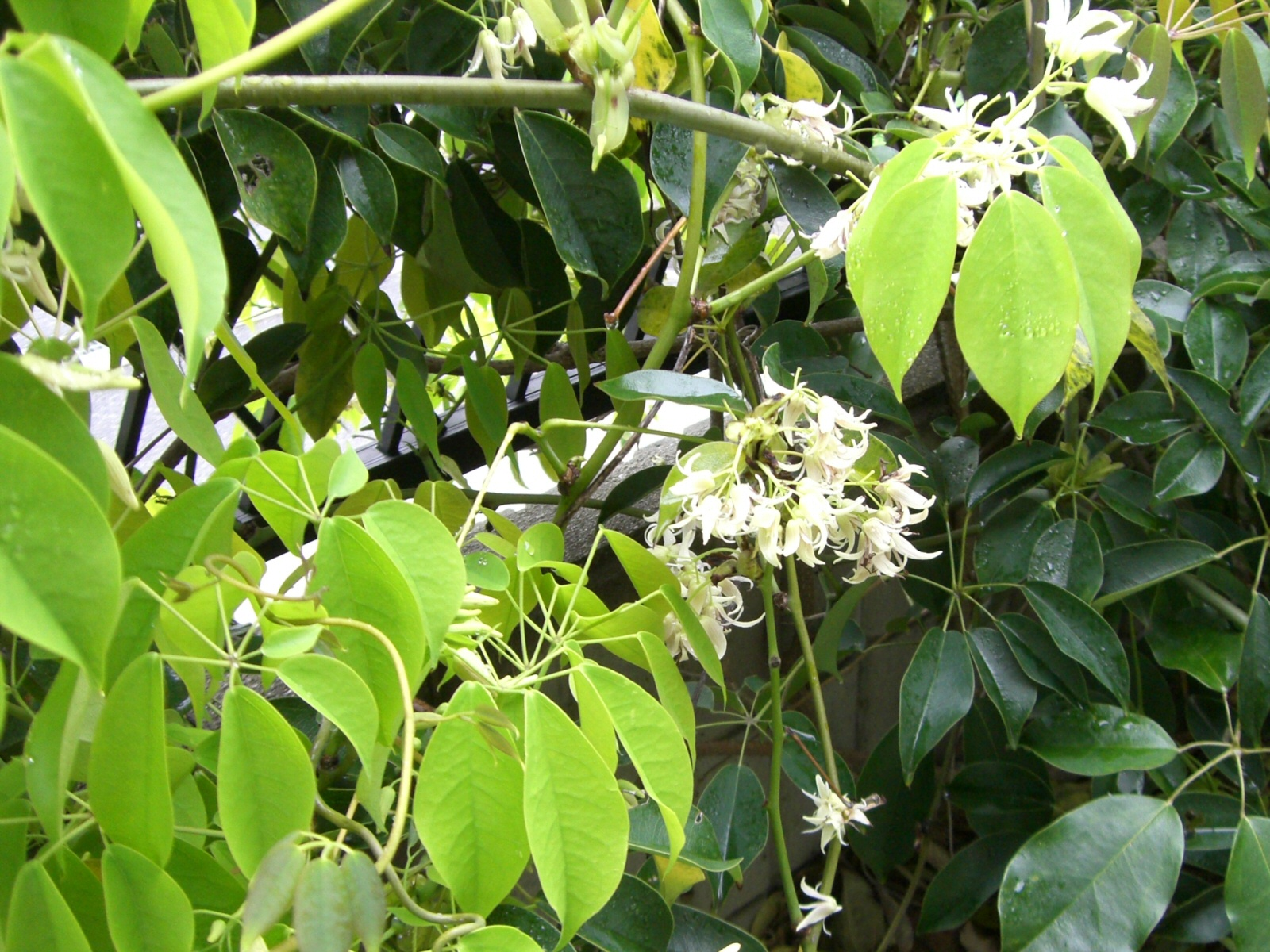
Japanische Stauntonie (Stauntonia hexaphylla)

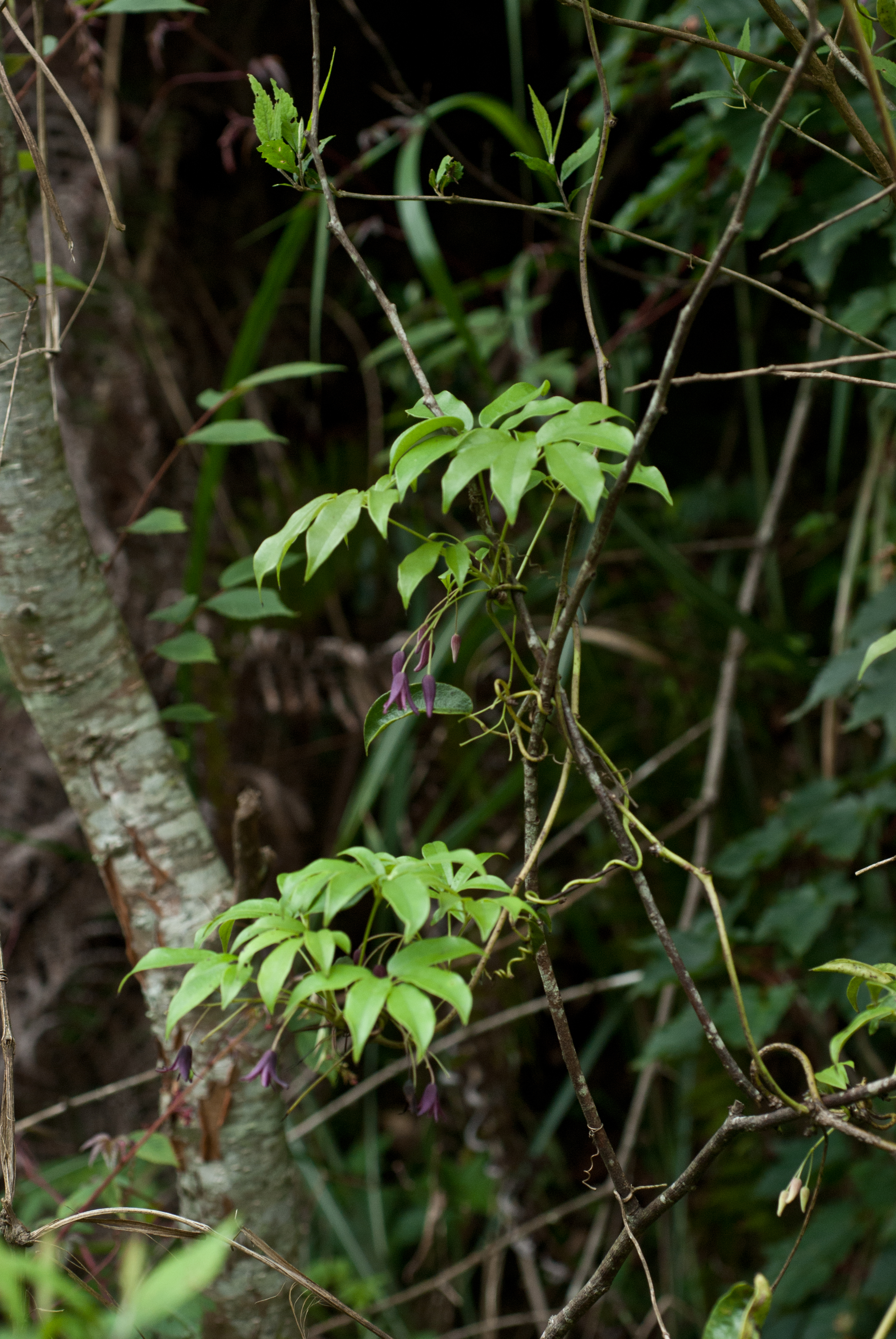
Habitus und Laubblätter von Stauntonia purpurea

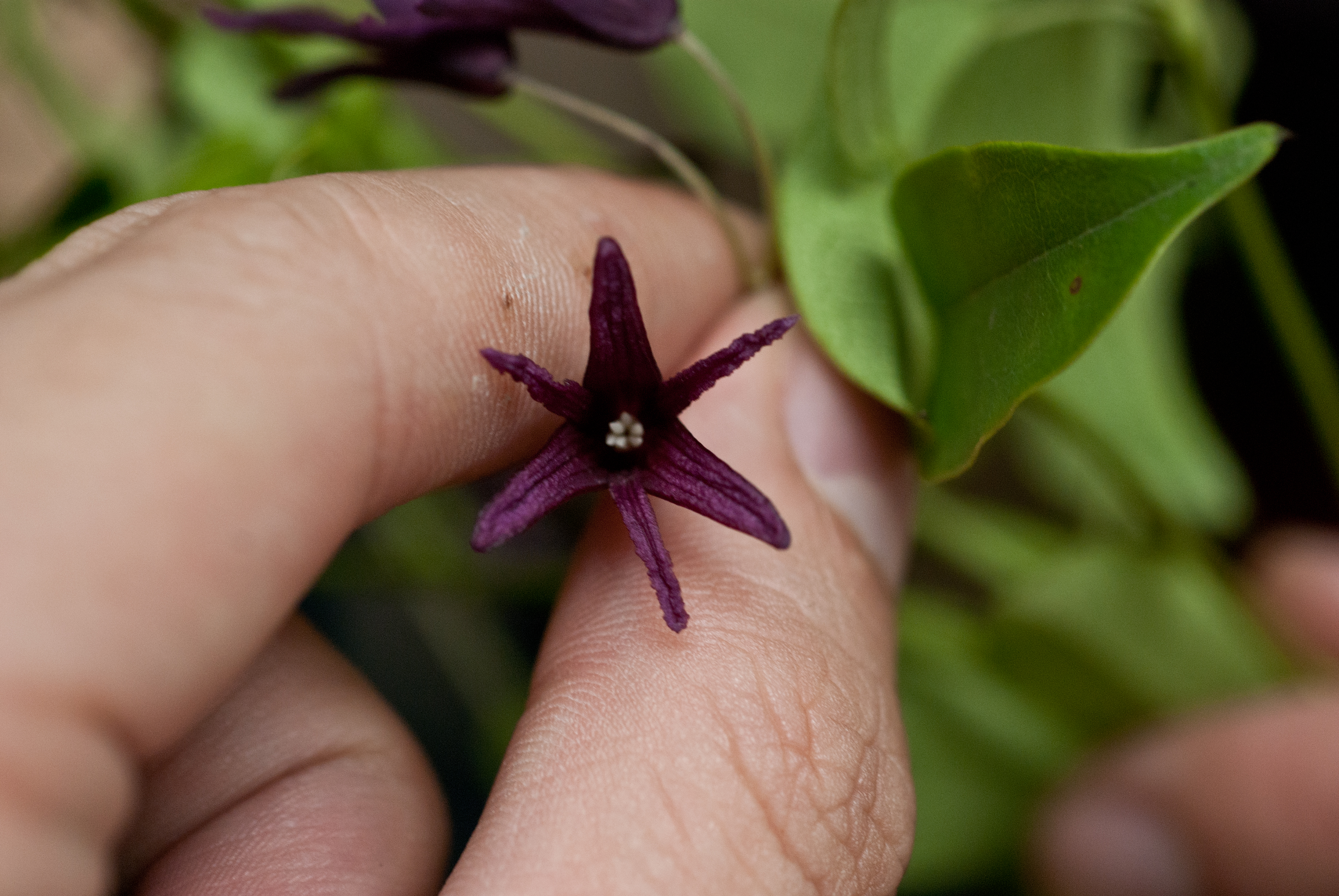
Blüte von Stauntonia purpurea, Blick in eine männliche Blüte

Die Gattung Stauntonia wurde 1817 durch Augustin Pyramus de Candolle in Regni Vegetabilis Systema Naturale, sive Ordines, Genera et Species Plantarum Secundum Methodi Naturalis Normas Digestarum et Descriptarum, 1, S. 511, 513 aufgestellt. Typusart ist Stauntonia chinensis DC. Der Gattungsname Stauntonia ehrt den britischen Arzt und Naturforscher Sir George Leonard Staunton (1737–1801). Synonyme für Stauntonia DC. s. l. im Umfang von Christenhusz 2012 sind: Holboellia Wall., Parvatia Decne.
Die Gattung Stauntonia gehört zur Tribus Lardizabaleae in der Unterfamilie Lardizabaloideae innerhalb der Familie der Fingerfruchtgewächse (Lardizabalaceae).
Die Arten der Gattung Stauntonia s. l. sind in Asien vom nördlichen Indien, Pakistan über den Himalaja und Myanmar, Vietnam und China bis Taiwan und Japan weitverbreitet.
Die Gattung Stauntonia enthält seit 2012 etwa 28 Arten:
- Stauntonia angustifolia (Wall.) Wall. (Syn.: Holboellia acuminata Lindl., Holboellia angustifolia Wall., Holboellia angustifolia subsp. obtusa (Gagnep.) H.N.Qin, Holboellia angustifolia subsp. trifoliata H.N.Qin, Holboellia fargesii Réaub., Holboellia marmorata Hand.-Mazz., Stauntonia longipes Hemsl.): Sie kommt vom nördlichen Indien, Bhutan, Sikkim, Nepal, Myanmar bis östlichen Tibet und in weiten Teilen Chinas vor.[3][1]
- Stauntonia brachyandra (H.N.Qin) Christenh. (Syn.: Holboellia brachyandra H.N.Qin): Diese Neukombination erfolgte 2012. Sie kommt im südöstlichen Yunnan vor.[3][1]
- Stauntonia brunoniana Wall. ex Hemsl. (Syn.: Stauntonia elliptica Hemsl.): Sie kommt in Assam, Nepal, Myanmar, Thailand, Vietnam und im südlichen Yunnan vor.[1]
- Stauntonia cavalerieana Gagnep. (Syn.: Stauntonia brachyanthera Hand.-Mazz.): Sie kommt in Laos und in den chinesischen Provinzen Guangxi und Guizhou vor.[1]
- Stauntonia chapaensis (Gagnep.) Christenh.: Sie kommt im südöstlichen Yunnan, im südwestlichen Guangxi und in Vietnam vor.[3][1]
- Stauntonia chinensis DC. (Syn.: Stauntonia pseudomaculata C.Y.Wu & S.H.Huang): Sie kommt in den chinesischen Provinzen Anhui, Fujian, Guangdong, Guangxi, Guizhou, Hainan, Hunan, Jiangxi, Yunnan und Zhejiang vor.[1]
- Stauntonia conspicua R.H. Chang: Sie gedeiht in Wäldern in Höhenlagen von 1300 bis 1600 Metern in der chinesischen Provinz Zhejiang vor.[1]
- Stauntonia coriacea (Diels) Christenh. (Syn.: Holboellia coriacea Diels): Diese Neukombination erfolgte 2012.  Sie kommt im zentralen und im südlichen China vor.[3][1]
- Stauntonia crassifolia (H.N.Qin) Christenh. (Syn.: Holboellia crassifolia H.N.Qin): Diese Neukombination erfolgte 2012. Sie kommt im nördlichen Myanmar vor.[3]
- Stauntonia decora (Dunn) C.Y.Wu & S.H.Huang: Sie kommt  in den chinesischen Provinzen Guangdong, Guangxi und Yunnan vor.[1]
- Stauntonia duclouxii Gagnep.: Sie kommt in den chinesischen Provinzen Gansu, Guizhou, Hubei, Hunan, Shaanxi, Sichuan und Yunnan vor.[1]
- Stauntonia filamentosa Griff.: Diese Neukombination erfolgte 2012. Sie kommt von Assam bis zum nördlichen Myanmar vor.[5]
- Stauntonia grandiflora (Réaub.) Christenh. (Syn.: Holboellia grandiflora Réaub.): Diese Neukombination erfolgte 2012. Sie kommt vom südlich-zentralen China bis Vietnam vor.[3][1]
- Japanische Stauntonie oder Rosenbecher (Stauntonia hexaphylla (Thunb.) Decne.)
- Stauntonia latifolia (Wall.) Wall.: Sie kommt vom Pakistan bis zum südlich-zentralen China vor.[3][1]
- Stauntonia libera H.N.Qin: Sie kommt in Myanmar, Vietnam und im westlichen Yunnan vor.[3][1]
- Stauntonia linearifolia (T.Chen & H.N.Qin) Christenh. (Syn.: Holboellia angustifolia subsp. linearifolia T.Chen & H.N.Qin): Diese Neukombination erfolgte 2012. Sie kommt im südlich-zentralen China vor.[3][1]
- Stauntonia maculata Merr.: Sie kommt in den chinesischen Provinzen Guangdong und Fujian vor.[1]
- Stauntonia medogensis (H.N.Qin) Christenh. (Syn.: Holboellia medogensis H.N.Qin): Diese Neukombination erfolgte 2012. Sie kommt in Tibet vor.[3][1]
- Stauntonia obcordatilimba C.Y.Wu & S.H.Huang: Sie kommt nur im südöstlichen Yunnan vor.[1]
- Stauntonia obovata Hemsl. (Syn.: Stauntonia leucantha Y.C.Wu): Sie kommt in den chinesischen Provinzen Fujian, Guangdong, Guangxi, Hunan, Jiangxi, Sichuan und in Taiwan vor.[1]
- Stauntonia obovatifoliola Hayata: Sie kommt in Taiwan vor.[1]
- Stauntonia oligophylla Merr. & Chun: Sie kommt nur im südlichen Hainan vor.[1]
- Stauntonia parviflora Hemsl.: Sie kommt im südlichen China vor.[5]
- Stauntonia pterocaulis (T.Chen & Q.H.Chen) Christenh. (Syn.: Holboellia pterocaulis T.Chen & Q.H.Chen): Diese Neukombination erfolgte 2012. Sie kommt in Sichuan und in Guizhou vor.[3][1]
- Stauntonia purpurea Y.C.Liu & F.Y.Lu: Sie kommt im zentralen Taiwan vor.[1]
- Stauntonia trinervia Merr. (Syn.: Stauntonia glauca Merr. & F.P.Metcalf): Sie kommt vom südöstlichen China bis Guizhou vor.[5]
- Stauntonia yaoshanensis F.N.Wei & S.L.Mo (Syn.: Stauntonia obovatifoliola subsp. urophylla (Hand.-Mazz.) H.N.Qin): Sie gedeiht in lichten Wäldern auf Berghängen nur in Dayao Shan sowie Yongfu Xian in Guangxi.[1]

## Verwendung
Die Japanische Stauntonie (Stauntonia hexaphylla) wird aufgrund ihrer dekorativen Blüten und des bemerkenswerten Fruchtschmucks als Zierpflanze verwendet.

## Nachweise